# Saint-Clair-sur-l'Elle
Saint-Clair-sur-l'Elle è un comune francese di 901 abitanti situato nel dipartimento della Manica nella regione della Normandia.

## Società

### Evoluzione demografica
Abitanti censiti